# Siegfried Michl
Siegfried Michl (* 25. Juli 1923 in Chemnitz; † 23. November 1954 in Berlin) war ein deutscher Gewerkschafter (FDGB). Er war 1954 Abgeordneter der Volkskammer der DDR.

## Leben
Michl, Sohn einer Arbeiterfamilie, besuchte die Volks- und Handelsschule und arbeitete später als Handlungsgehilfe. Er wurde zur Wehrmacht eingezogen und geriet in sowjetische Kriegsgefangenschaft. Nach 1945 arbeitete er zunächst als Reichsbahnhelfer.
1945 trat er der KPD und dem FDGB bei, 1946 wurde er Mitglied der SED. Michl wurde FDGB-Jugendsekretär in Chemnitz. 1947 war er Mitglied des FDGB-Landesvorstandes Sachsen, von 1947 bis 1954 Mitglied des FDGB-Bundesvorstandes und von 1952 bis 1954 auch Mitglied seines Präsidiums. Von Januar bis  August 1952 war er Vorsitzender des FDGB-Landesvorstandes Sachsen-Anhalt, anschließend – nach Auflösung der Länder – des Bezirksvorstandes Halle. Von 1952 bis 1954 war er Vorsitzender des Zentralvorstandes der Gewerkschaft Handel.
Am 17. Oktober 1954 wurde Michl für den FDGB zum Abgeordneten der Volkskammer der DDR gewählt. Michl war auch Mitglied der SED-Bezirksleitung Halle und zeitweise auch Kandidat bzw. Mitglied des Büros der SED-Bezirksleitung Halle.
Michl verstarb unerwartet am 23. November 1954 im Alter von nur 31 Jahren.

## Ehrungen
Die FDGB-Bezirksschule in Grünheide sowie ein FDGB-Ferienheim in Bad Klosterlausnitz trugen seinen Namen.